# Камбанария на „Света Троица“ в Банско
Камбанарията на църквата „Света Троица“ е възрожденска постройка в пиринския град Банско, България. Построена е в 1850 година в северната част на църковния двор и е сред малкото камбанарии в България, които служат и като часовникови кули. Сградата е дело на уста Глигор Доюв и местни майстори. Тя доминира над силуета на града и заедно с църквата е смятана за едно от най-високите постижения на българската народна архитектура.

## Архитектура
Камбанарията е призматична каменна постройка, разделена във височина на три неравни части с два корниза и малка дървена надстройка най-отгоре. Основите са дълбоки – на 3-4 метра. Камбанарията излиза от земята без цокъл и е квадратна със страна 5,20 m. Височината на сградата е 14,92 m, като леко се стеснява нагоре. Зидарията е от ломен гранит, като ъглите са от обработен камък. До 6 m зидът е дебел 1,20 m, а по-нагоре става 1 m. По външна дървена стълба от юг се стига до пода на камбанарията, който е на 3 m височина. Входът има малък балкон с покрив. Оттам вътрешна дървена стълба води до пода на часовниковото помещение на нивото на първия хоризонтален корниз. Частта между първия и втория корниз е висока 2,58 m и е с лек отстъп от всички страни. Има кръгли отвори на четирите страни, с декоративна каменна плочка над всеки, но само от юг и север в отворите са монтирани циферблати. Зидът тук е дебел 0,85 m, а ръбовете са притъпени. Часовникът е изработен от банския майстор Тодор Хаджирадонов и е поставен в 1866 година. Третата част – тази с камбаните, е висока 5,20 m и също има отстъп. Има четири аркирани отвора от четирите си страни, които имат дървени парапети. Високи са 3 m, широки 2,60 m и са кантирани с червени тухли. Над всяка арка отново има декоративна каменна плочка. Завършва с корниз от дялани камъни и едноулучни керемиди. Четирите камбани са отлети в 1894 година в Пловдив от банскалията Лазар Велеганов. Дървената надстройка има чисто декоративни функции. Висока е 4,60 m, има шест стени и е покрита със звездообразен покрив, обшит с ламарина, върху който има голям кръст.
Камбанарията се съчетава отлично с архитектурата на църквата и играе важна роля при оформянето на силуета на градчето.